# 国際標準化機構
国際標準化機構（こくさいひょうじゅんかきこう、英: International Organization for Standardization、仏: Organisation internationale de normalisation、露: Международная организация по стандартизации)、略称: 英・仏：ISO（アイエスオー、イソ、アイソ）、露：ИСОは、各国の国家標準化団体で構成される非政府組織である。
スイス・ジュネーヴに本部を置く、スイス民法による非営利法人である。1947年2月23日に設立された。国際的な標準である国際規格（IS：international standard / norme internationale）を策定している。
国際連合経済社会理事会に総合協議資格 (general consultative status / statut consultatif général) を有する機関に認定された最初の組織の1つである。

## 概要
162の標準化団体で構成される、国際規格の世界的相互扶助を目的とする独立組織で、国家間に共通な標準規格を提供し、世界貿易を促進している。約2万の規格は、工業製品・技術・食品安全・農業・医療など全ての分野を網羅している。ISOの公用語は英語・フランス語・ロシア語である。国際標準化機構が策定した国際規格をISOと呼称する事例もみられる。
ISOの標準を使用することで、安全で信頼性が高く、質の高い製品やサービスの創出に役立つ。ISOの標準は、不良品を最小限に抑え、生産性を向上させるのに役立つ。異なる市場の製品を直接比較できるようにすることで、企業は新しい市場に参入しやすくなり、公正な基準により世界貿易の発展を支援する。また、ISOの標準は、製品・サービスの消費者・エンドユーザーを保護し、認定製品が国際的に設定された最低限の基準に適合していることを保証する。
WTO/TBT協定はメートル条約に基づく国際単位系の使用を定め、｢計測及び計量標準の分野における協力に関する日本国通商産業省工業技術院 (AIST) とアメリカ合衆国商務省国立標準技術研究所 (NIST) との間の実施取決め」などで計量標準の同等性と較正を国家間で相互認証して、国際規格 IS を担保している。

## 名称と略称
名称は英語ではInternational Organization for Standardization、フランス語ではOrganisation internationale de normalisation、ロシア語ではМеждународная организация по стандартизации（Mezhdunarodnaya organizatsiya po standartizatsii）と、言語によって異なるが、略称は常に"ISO"である。"ISO"とロゴは登録商標であり、その使用は制限されている。
"ISO"は頭字語ではなく、3つの公用語による頭字語のいずれとも異なる（英語でIOS、フランス語でOIN、ロシア語でMOS）。国際標準化機構では"ISO"をギリシア語で均等や均質を意味するίσος (isos) から取ったとしている。ただし、国際標準化機構の創設会議ではこのギリシア語についての説明はされおらず、後づけのものかもしれない。

## 歴史

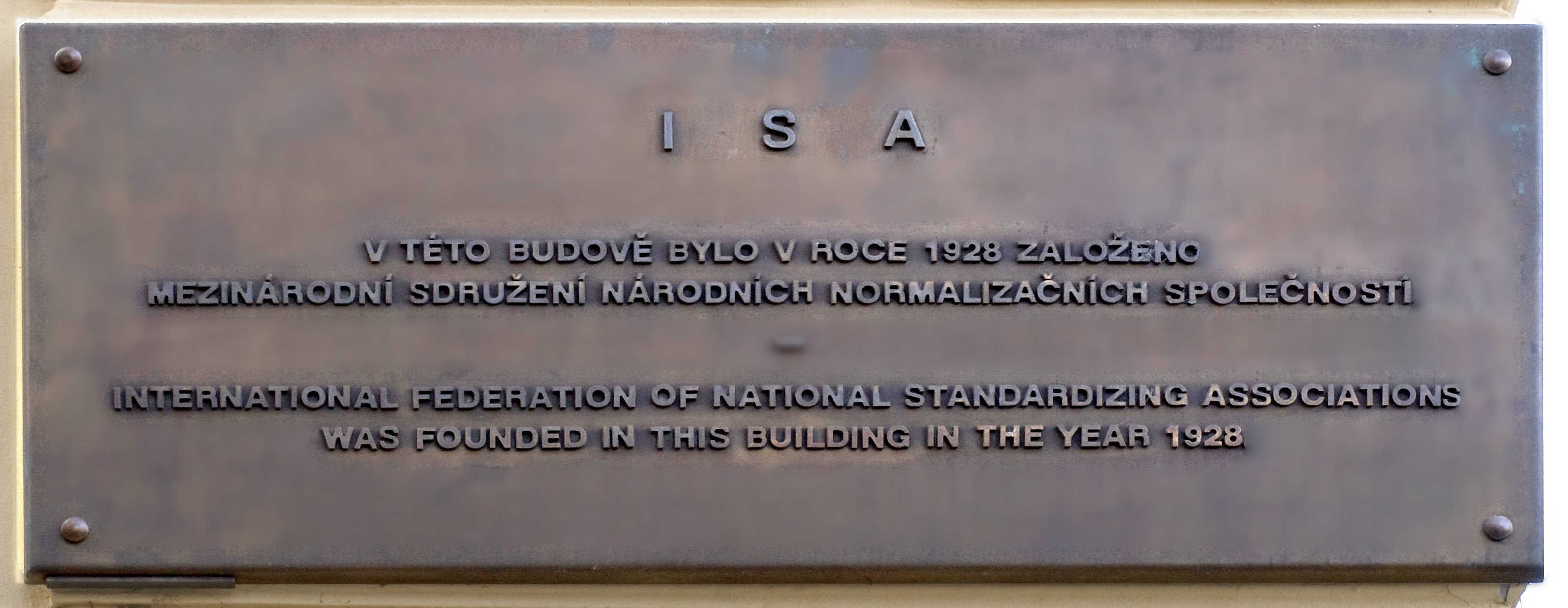
ISOの前身であるISAが設立されたプラハの建物に掲げられたプレート

ISOの前身は、1926年に設立された万国規格統一協会 (ISA: International Federation of the National Standardizing Associations) であり、第二次世界大戦中の1942年に活動を停止していた。終戦後、新たに設立された国際連合規格調整委員会 (UNSCC) によって、新たな世界標準機関の設立が提案された。1946年10月、25か国からなるISAとUNSCCの代表がロンドンで会合を開き、新たに国際標準化機構を創設することで合意した。新しい組織は1947年2月に正式に業務を開始した。
1952年、日本から日本工業標準調査会（現・日本産業標準調査会、JISC）が加盟した。

## 組織
ISOには、各国1機関のみの参加が認められている。加盟機関は年1回総会 (General Assembly) を開き、ISOの戦略目標を議論する。組織は、ジュネーヴに拠点を置く中央事務局 (Central Secretariat) によって調整されている。
ISOの主要役員と選出された20の加盟機関からなる理事会 (Council) がISOを運営し、中央事務局の年次予算を決定する。
技術管理評議会 (Technical Management Board) は、ISO標準を開発する250以上の技術委員会 (TC: technical committee) についての責任を負う。

### ISO/IEC合同委員会
ISOは、国際電気標準会議 (IEC) と共同で以下の2つの合同委員会を組織し、電気・電子分野の標準を開発している。

#### ISO/IEC JTC 1
ISO/IEC第1合同技術委員会 (JTC1) は、｢IT標準を策定・維持・促進する」ために1987年に創設された。

#### ISO/IEC JTC 2
ISO/IEC第2合同技術委員会 (JTC 2) は、｢エネルギー効率および再生可能エネルギー分野の標準化」を目的として2009年に創設された。

## 参加機関
ISOには162の機関が加盟している。

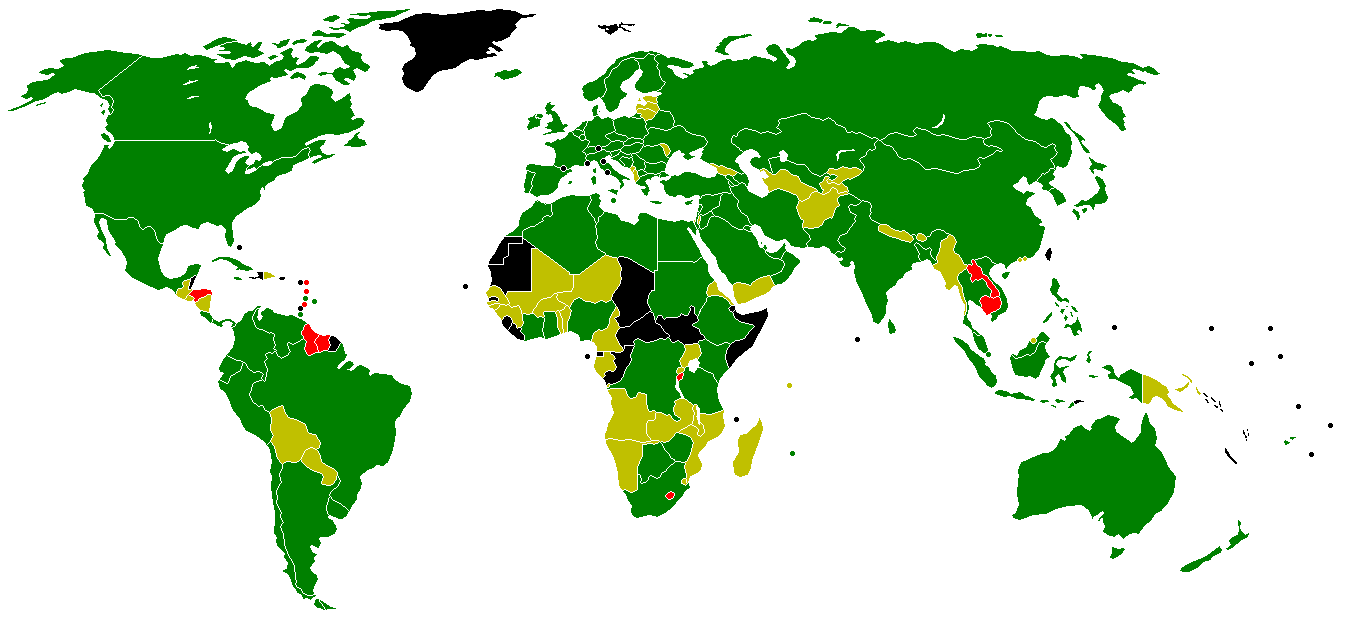
ISO会員国の地図。■緑が会員団体 (members)。■黒は非会員国。
■黄色は標準活動がまだ進展していない国（通信会員)。
■赤は経済活動が非常に小規模な国（購読会員)。

ISOの加盟機関は、以下の3つのカテゴリーに分類されている。
- 会員団体 (Member bodies) - 各国で最も代表的な標準化団体とみなされる国家団体。会員団体のみが総会で議決権を有する。
- 通信会員 (Correspondent members) - 独自の標準化団体を持たない国の団体。通信会員は、ISOの作業について情報を得ることはできるが、標準化の作業には参加していない。
- 購読会員 (Subscriber members) - 経済活動が非常に小規模な国の団体。購読会員は会費が減額される。

議決権を有する加盟機関はPメンバー (participating members) と呼ばれる。それ以外のオブザーバーとして参加している機関はOメンバー (observing members) と呼ばれる。
- 日本 日本産業標準調査会 (JISC)
- 米国 アメリカ規格協会 (ANSI)
- 英国 英国規格協会 (BSI)
- フランス フランス規格協会 (AFNOR)
- ドイツ ドイツ規格協会 (DIN)
- ニュージーランド ニュージーランド規格協会 (SNZ)
- インドネシア インドネシア国家標準局 (BSN)
- ベトナム ベトナム標準・品質局 (TCVN)
- カザフスタン カザフスタン標準化・計量・認証国家委員会 (KAZMEMST)
- ヨルダン ヨルダン標準・計量協会 (JISM)
- レバノン レバノン規格協会 (LIBNOR)
- ケニア ケニア標準局 (KEBS)
- 中国 中国国家標準化管理委員会 (SAC)

## 財政
ISOは以下のものから活動資金を得ている。
- 特定のプロジェクトの管理や、技術的な作業に参加する専門家の派遣を行う組織
- 会員団体からの会費。会費は、その国の国民総生産や貿易額に比例して決められる。
- 標準の販売

## 国際規格とその他の出版物
ISOの主要な刊行物は国際規格である。ISOは他に、技術報告書、技術仕様書、公開仕様書、技術正誤表、ガイドを発行している。
国際規格 (international standard)
定められた国際規格は、「ISO [IS] nnnnn[-p]:[yyyy] - 題名」の形式で指定する。nnnnnは規格の番号である。pは、規格が複数の部 (part) に分かれる場合、個別の部を指定する場合に使用する。-pをつけない場合は全ての部を指す。yyyyは発行年または改訂年である。他の標準化団体と合同で制定した規格の場合は、"ISO"の部分が"ISO/IEC", "ISO/ASTM"のようになる。
技術報告書 (technical report)
技術報告書は、技術委員会や小委員会が、国際規格として一般に公表されているものとは異なる種類の調査データなどを、参照のために発行したものである。技術報告書の命名規則は、国際規格の場合とほぼ同じで、ISのかわりにTRがつく。
例:
- ISO/IEC/TR 17799:2000 - 情報セキュリティマネジメントの実践のための規範
- ISO/TR 19033:2000 - 製品技術文書 - 建設製図のメタデータ

技術仕様書 (technical specification)
技術仕様書は、将来国際規格として採用される可能性があるが、標準化の対象となるものが開発中であるなど、直ちに国際規格として発行できない場合に発行される。技術仕様書の命名規則は、国際規格の場合とほぼ同じで、ISのかわりにTSがつく。
例:
- ISO/TS 16952-1:2006 Technical product documentation — Reference designation system — Part 1: General application rules

公開仕様書 (publicly available specification)
公開仕様書は、緊急に標準化が必要となった技術に対する中間仕様として、ISOの委員会内での合意を表す文書である。公開仕様書の命名規則は、国際規格の場合とほぼ同じで、ISのかわりにPASがつく。
例:
- ISO/PAS 11154:2006 Road vehicles — Roof load carriers

技術正誤表 (technical corrigenda)
ISOは技術正誤表を発行することがある。これは、軽微な技術的欠陥、ユーザビリティの改善、限定的な適用範囲の拡大のために、既存の規格に加える修正である。対象の規格が次の定期審査時に修正されることを期待して発行される。
ISOガイド (ISO guide)
ISOガイドは、国際標準化に関連する事項を扱うメタ規格である。ISOガイドは、「ISO[/IEC] Guide N:yyyy - Title」の形式で命名される。
例：
- ISO/IEC Guide 2:2004 - 標準化と関連する活動 - 一般的な用語
- ISO/IEC Guide 65:1996 - 製品認証を運用する団体の一般要件

### 文書の著作権
ISOの文書は著作権で保護されており、その複写には料金がかかる。ただし、電子形式の暫定文書のほとんどに対しては、料金が請求されることはない。それらは有用ではあるが、標準として確定する前に大幅に変更される可能性があるので、暫定文書の使用には注意を払わなければならない。

## 標準化過程
ISOの国際規格は、一般にISOの委員会内での長い標準化過程を経て発行される。標準化過程の状態を表す略語は以下の通りである。
- PWI – 予備作業項目 (Preliminary Work Item)
- NP, NWIP – 新作業項目提案 (New Proposal / New Work Item Proposal) (e.g., ISO/IEC NP 23007)
- AWI – 承認済新作業項目 (Approved new Work Item) (e.g., ISO/IEC AWI 15444-14)
- WD – 作業原案 (Working Draft) (e.g., ISO/IEC WD 27032)
- CD – 委員会原案 (Committee Draft) (e.g., ISO/IEC CD 23000-5)
- FCD – 最終委員会原案 (Final Committee Draft) (e.g., ISO/IEC FCD 23000-12)
- DIS – 国際規格原案 (Draft International Standard) (e.g., ISO/IEC DIS 14297)
- FDIS – 最終国際規格原案 (Final Draft International Standard) (e.g., ISO/IEC FDIS 27003)
- PRF – 校正原稿 (Proof of a new International Standard) (e.g., ISO/IEC PRF 18018)
- IS – 国際規格 (International Standard) (e.g., ISO/IEC 13818-1:2007)

改訂に用いられる略語:
- NP Amd – New Proposal Amendment (e.g., ISO/IEC 15444-2:2004/NP Amd 3)
- AWI Amd – Approved new Work Item Amendment (e.g., ISO/IEC 14492:2001/AWI Amd 4)
- WD Amd – Working Draft Amendment (e.g., ISO 11092:1993/WD Amd 1)
- CD Amd / PDAmd – Committee Draft Amendment / Proposed Draft Amendment (e.g., ISO/IEC 13818-1:2007/CD Amd 6)
- FPDAmd / DAM (DAmd) – Final Proposed Draft Amendment / Draft Amendment (e.g., ISO/IEC 14496-14:2003/FPDAmd 1)
- FDAM (FDAmd) – Final Draft Amendment (e.g., ISO/IEC 13818-1:2007/FDAmd 4)
- PRF Amd – (e.g., ISO 12639:2004/PRF Amd 1)
- Amd – Amendment (e.g., ISO/IEC 13818-1:2007/Amd 1:2007)

その他の略語:
- TR – Technical Report (e.g., ISO/IEC TR 19791:2006)
- DTR – Draft Technical Report (e.g., ISO/IEC DTR 19791)
- TS – Technical Specification (e.g., ISO/TS 16949:2009)
- DTS – Draft Technical Specification (e.g., ISO/DTS 11602-1)
- PAS – Publicly Available Specification
- TTA – Technology Trends Assessment (e.g., ISO/TTA 1:1994)
- IWA – International Workshop Agreement (e.g., IWA 1:2005)
- Cor – Technical Corrigendum (e.g., ISO/IEC 13818-1:2007/Cor 1:2008)
- Guide – a guidance to technical committees for the preparation of standards

国際規格は、ISOの技術委員会 (TC) や小委員会 (SC) によって、以下の6つの段階によって開発されている。
- Stage 1: 提案段階 (Proposal stage)
- Stage 2: 作成段階 (Preparatory stage)
- Stage 3: 委員会段階 (Committee stage)
- Stage 4: 照会段階 (Enquiry stage)
- Stage 5: 承認段階 (Approval stage)
- Stage 6: 発行段階 (Publication stage)

技術委員会 (TC) や小委員会 (SC) は、作業原案作成のために専門家によるワーキンググループ (WG) を設置することができる。ワーキンググループには、配下にサブグループ (SG) を設置することができる。
| 段階コード | 段階       | 文書名称       | 略語                                               | 備考         |
| ---------- | ---------- | -------------- | -------------------------------------------------- | ------------ |
| 00         | 予備段階   | 予備作業項目   | PWI                                                |              |
| 10         | 提案段階   | 新作業項目提案 | NP or NWIP NP Amd/TR/TS/IWA                        |              |
| 20         | 作成段階   | 作業原案       | AWI AWI Amd/TR/TS WD WD Amd/TR/TS                  |              |
| 30         | 委員会段階 | 委員会原案     | CD CD Amd/Cor/TR/TS PDAmd (PDAM) PDTR PDTS         |              |
| 40         | 照会段階   | 照会案         | DIS FCD FPDAmd DAmd (DAM) FPDISP DTR DTS           | (CDV in IEC) |
| 50         | 承認段階   | 最終案         | FDIS FDAmd (FDAM) PRF PRF Amd/TTA/TR/TS/Suppl FDTR |              |
| 60         | 発行段階   | 国際規格       | ISO TR TS IWA Amd Cor                              |              |
| 90         | 見直し段階 |                | ISO TR TS IWA Amd Cor                              |              |
| 95         | 廃止段階   |                |                                                    |              |

標準化プロジェクトの開始時に一定の成熟度を持つ文書がある場合（別の組織によって開発された標準など)、いくつかの段階を省略することができる。ISO/IECの指針では、迅速手続 (fast-track procedure) も可能である。迅速手続では、ISOの理事会で承認された国際標準化団体によって開発された文書の場合、ISO会員団体により国際規格原案 (DIS) として承認されるか、最終国際規格原案 (FDIS) として提出される。
最初の段階である新作業項目提案は、関連する小委員会 (SC) または技術委員会 (TC)（例えば、Moving Picture Experts Group (ISO/IEC JTC1/SC29/WG11) の場合、SC29とJTC1）で承認される。TC・SCには、作業原案の作成のために専門家によるワーキンググループ (WG) が設立されている。新作業項目の範囲が十分に明確になったら、いくつかのワーキンググループ（MPEGなど）は、"call for proposals"と呼ばれる提案のオープンリクエストを作成する。例えば、音声と映像のコーディング標準用に作成された最初の文書は、検証モデル (VM) と呼ばれている（以前は「シミュレーションとテストモデル」とも呼ばれていた)。開発中の規格の安定性に十分な信頼が得られたら、作業原案 (WD) が作成される。これは規格の形式であるが、改訂のためにワーキンググループ内に保管される。作業原案が十分に堅実であり、問題に対処するための最良の技術的解決策を開発したとワーキンググループが確信すれば、作業原案は委員会原案 (CD) になる。必要な場合、TC/SCのPメンバーに投票用紙を送る。
賛成投票数が定足数を上回っている場合、委員会原案は最終委員会原案 (FCD) になる。技術的内容について合意が得られるまで、委員会原案は検討が重ねられる。合意が得られると、最終委員会原案は国際規格原案 (DIS) となる。国際規格原案は、投票とコメントのために5ヶ月以内に各国の機関に提出される。賛成がTC/SCのPメンバーの3分の2以上、かつ反対が投票総数の4分の1以下であれば、最終国際規格原案 (FDIS) として提出することができる。
ISOは2か月以内に国家団体による投票を実施する。この投票は、最終国際規格原案に対する技術的な変更が許されない、賛成・反対のみの投票である。賛成がTC/SCのPメンバーの3分の2以上、かつ反対が投票総数の4分の1以下であれば、国際規格 (IS) として承認される。 承認後、最終的な文章には編集上のわずかな変更しか加えることができない。最終的な文章はISOの中央事務局に送られ、国際規格として発行される。

## 技術委員会と担当規格
ISOは主要な産業分野の標準化を、｢技術委員会 (Technical Committee、日本産業標準調査会では「専門委員会」の訳を用いている｡)」の下で行う。TCは"TC 1"（ネジ）や"TC 2"（ボルト・ナット類）から"TC 229"（ナノテクノロジー）まであり（一部は廃止・休止中)、さらに"TC 230"から"TC 243"（一般消費者向け製品の安全性）まではプロジェクト委員会 (Project Committee) という形態をとっている。プロジェクト委員会は特殊分野において、1つか2つの規格しか発行せず、規格作成が終了したらすぐに解散する。その設立にはISOにおけるTC設立の投票が不要である。
これらの技術委員会のうち、"TC 97"（情報分野）については、国際電気標準会議 (IEC) と標準化の範囲が重複するので、標準化活動をIECと合同で行うこととし、1987年に改組しISO/IEC JTC 1となった。情報技術の発展と共にJTC 1の組織は肥大化し、現在は全ISO規格の1割近くを担うまでに至っている（JTC1の活動と規格については別途参照)。JTC 1が担当する規格の多くは、"ISO/IEC"で始まる規格番号をもつ（ただしISO 9660のように、JTC 1が設立して以来、改正されていない規格は除く)。
電気分野の標準化はISOでは行わず、専らIECが策定する。ただし自動車のようにISO側にTCがある製品の電気部品に関連する規格をISO側で策定することもある。通信分野の標準化は万国電信条約にもとづいて国際電気通信連合 (ITU) で策定することがある。
以下に技術委員会の一覧と、各委員会が作成した著名な規格を示す（JTC 1の規格については専用項目を参照)。
[注] Pメンバー (Participating member) とは、専門委員会 (TC) /分科委員会 (SC) 内の全ての事案への投票義務を負って業務に積極的に参加し、会議に出席する者

## ISOが名前に付いた製品
製品がISO規格に準拠していることを表すために、製品の名称に"ISO"を含む場合がある。
- 多くのCDイメージは拡張子が.ISOになっている。これは、CD以外のファイルシステムでISO 9660標準ファイルシステムを扱えることを示す。そのため、CDイメージは一般に「ISO」と呼ばれる。CDを読み取ることができるCD-ROMドライブを備えた全てのコンピュータは、この標準を使用する。一部のDVD-ROMは、ISO 9660ファイルシステムも使用する。
- 写真フィルム・撮像素子の感度を表す記号として、「ISO 100」「ISO 400」などのようにも使われる。これらは、フィルムのシャッター速度に関する規格 ISO 5800（1987年版）に基づいた格付け (ISO speed rating) の数字であり、規格そのものの番号 (5800) ではない点に注意を要する。
- 元々ISO 518で定義されていたことから、カメラのフラッシュのホットシューは、しばしば「ISOシュー」と呼ばれる。
- ISOFIX - 自動車の座席にチャイルドシートを固定する方式。規格番号 ISO 13216-1:1999。
- ISO 11783（英語版）で規定されるバスは、一般にISOBUSと呼ばれている。

### 情報源
- JoAnne Yates and Craig N. Murphy, “Coordinating International Standards: The Formation of the ISO” (PDF). 2010年9月22日時点のオリジナルよりアーカイブ。2018年12月26日閲覧。 MIT Innovations and Entrepreneurship Seminar Series, Fall 2006.
- Kuert, Willy (1997年). “Friendship Among Equals – Recollections from ISO's first fifty years” (PDF).   ISO. 2012年10月26日時点のオリジナルよりアーカイブ。2018年12月26日閲覧。